# Клоога-Аэдлинн
Клоога-Аэдлинн (эст. Klooga-Aedlinna raudteepeatus) — железнодорожная остановка в посёлке Клоога. Находится в 38,3 км от Балтийского вокзала. На остановке расположены перрон и один железнодорожный путь. На остановке останавливаются поезда, ходящие из Таллина в Палдиски. Из Таллина на Клоога-Аэдлинн поезд идёт 49 минут.